# Podział administracyjny Krakowa
Podział administracyjny Krakowa – podział administracyjny obszaru miasta Krakowa na jednostki pomocnicze gminy (samorządowy) i integralne części miasta (rejestr TERYT).

### Historia podziałów administracyjnych

Rozwój terytorialny Krakowa

## Samorządowy podział administracyjny

### Obecny podział administracyjny
Od 27 marca 1991 Kraków podzielony jest na 18 dzielnic oznaczonych cyframi rzymskimi i nazwami. Podział ten wprowadziła uchwała Nr XXI/143/91 Rady Miasta Krakowa z dnia 27 marca 1991, a granice zostały ustalone uchwałą Nr XVI/192/95 z dnia 19 kwietnia 1995 26 września 2006 Rada Miasta Krakowa zadecydowała w formie uchwały o utworzeniu jednostki pomocniczej niższego rzędu funkcjonującej w ramach dzielnicy (Dzielnicy X Swoszowice) – Osiedla Uzdrowisko Swoszowice.
Obecne granice zostały w niewielkim stopniu zmienione z powodu przyjęcia Statutów Dzielnic przyjętych uchwałami Rady Miasta Krakowa z dnia 12 marca 2014.
Wykaz dzielnic administracyjnych Krakowa z wyszczególnieniem ich powierzchni oraz liczby stałych mieszkańców (stan na 31 grudnia 2023):
| Lp. | Nazwa dzielnicy                       | Powierzchnia [ha] | Liczba stałych mieszkańców | Zagęszczenie ludności [osób/km²] |
| --- | ------------------------------------- | ----------------- | -------------------------- | -------------------------------- |
| 1   | Dzielnica I Stare Miasto              | 556,76            | 27 668                     | 4969                             |
| 2   | Dzielnica II Grzegórzki               | 584,52            | 29 570                     | 5059                             |
| 3   | Dzielnica III Prądnik Czerwony        | 643,79            | 45 103                     | 7006                             |
| 4   | Dzielnica IV Prądnik Biały            | 2341,87           | 72 386                     | 3091                             |
| 5   | Dzielnica V Krowodrza                 | 561,9             | 29 038                     | 5168                             |
| 6   | Dzielnica VI Bronowice                | 1354              | 24 344                     | 2547                             |
| 7   | Dzielnica VII Zwierzyniec             | 2873,1            | 20 160                     | 702                              |
| 8   | Dzielnica VIII Dębniki                | 4618,87           | 64 972                     | 1407                             |
| 9   | Dzielnica IX Łagiewniki-Borek Fałęcki | 541,51            | 15 236                     | 2814                             |
| 10  | Dzielnica X Swoszowice                | 2560,4            | 29 011                     | 1133                             |
| 11  | Dzielnica XI Podgórze Duchackie       | 954               | 53 592                     | 5618                             |
| 12  | Dzielnica XII Bieżanów-Prokocim       | 1847,39           | 62 661                     | 3392                             |
| 13  | Dzielnica XIII Podgórze               | 2566,71           | 40 411                     | 1574                             |
| 14  | Dzielnica XIV Czyżyny                 | 1225,68           | 33 585                     | 2740                             |
| 15  | Dzielnica XV Mistrzejowice            | 559               | 50 458                     | 9026                             |
| 16  | Dzielnica XVI Bieńczyce               | 369,9             | 37 219                     | 10 062                           |
| 17  | Dzielnica XVII Wzgórza Krzesławickie  | 2381,55           | 19 892                     | 835                              |
| 18  | Dzielnica XVIII Nowa Huta             | 6540,99           | 46 581                     | 712                              |

### Historyczne części Krakowa
Byłe dzielnice katastralne wchodzące w skład miasta:
| Nazwa dzielnicy katastralnej | Rok przyłączenia do Krakowa | Położenie w obecnej dzielnicy administracyjnej                                                                  |
| ---------------------------- | --------------------------- | --- |
| Śródmieście                  | n.d.                        | Dzielnica I Stare Miasto                                                                                        |
| Wawel – Zamek                | n.d.                        | Dzielnica I Stare Miasto                                                                                        |
| Nowy Świat                   | 1792                        | Dzielnica I Stare Miasto                                                                                        |
| Piasek                       | 1792                        | Dzielnica I Stare Miasto                                                                                        |
| Kleparz                      | 1792                        | Dzielnica I Stare Miasto                                                                                        |
| Wesoła                       | 1792                        | Dzielnica I Stare Miasto, Dzielnica II Grzegórzki                                                               |
| Stradom                      | 1792                        | Dzielnica I Stare Miasto                                                                                        |
| Kazimierz                    | 1800                        | Dzielnica I Stare Miasto                                                                                        |
| Zakrzówek                    | 1910                        | Dzielnica VIII Dębniki                                                                                          |
| Dębniki                      | 1910                        | Dzielnica VIII Dębniki                                                                                          |
| Półwsie Zwierzynieckie       | 1910                        | Dzielnica VII Zwierzyniec                                                                                       |
| Zwierzyniec                  | 1910                        | Dzielnica VII Zwierzyniec                                                                                       |
| Czarna Wieś                  | 1910                        | Dzielnica V Krowodrza                                                                                           |
| Nowa Wieś Narodowa           | 1910                        | Dzielnica V Krowodrza                                                                                           |
| Łobzów                       | 1910                        | Dzielnica V Krowodrza, Dzielnica VI Bronowice                                                                   |
| Krowodrza                    | 1910                        | Dzielnica V Krowodrza, Dzielnica IV Prądnik Biały, Dzielnica I Stare Miasto (fragment)                          |
| Warszawskie                  | 1910                        | Dzielnica I Stare Miasto, Dzielnica II Grzegórzki (fragment), Dzielnica III Prądnik Czerwony (fragment)         |
| Grzegórzki                   | 1910                        | Dzielnica II Grzegórzki, Dzielnica III Prądnik Czerwony (fragment)                                              |
| Ludwinów                     | 1911                        | Dzielnica VIII Dębniki, Dzielnica XIII Podgórze (fragment)                                                      |
| Dąbie                        | 1911                        | Dzielnica II Grzegórzki, Dzielnica XIV Czyżyny, Dzielnica III Prądnik Czerwony (fragment)                       |
| Płaszów                      | 1912                        | Dzielnica XIII Podgórze, Dzielnica XIV Czyżyny (fragment)                                                       |
| Podgórze                     | 1915                        | Dzielnica XIII Podgórze, Dzielnica IX Łagiewniki-Borek Fałęcki (fragment), XI Podgórze Duchackie (fragment)     |
| Łagiewniki                   | 1941                        | Dzielnica XIII Podgórze (fragment), Dzielnica IX Łagiewniki-Borek Fałęcki, XI Podgórze Duchackie                |
| Jugowice                     | 1941                        | Dzielnica IX Łagiewniki – Borek Fałęcki, Dzielnica X Swoszowice (fragment)                                      |
| Borek Fałęcki                | 1941                        | Dzielnica IX Łagiewniki-Borek Fałęcki, Dzielnica X Swoszowice, Dzielnica VIII Dębniki (fragment)                |
| Kobierzyn                    | 1941                        | Dzielnica VIII Dębniki, Dzielnica X Swoszowice                                                                  |
| Skotniki                     | 1941                        | Dzielnica VIII Dębniki                                                                                          |
| Pychowice                    | 1941                        | Dzielnica VIII Dębniki                                                                                          |
| Bodzów                       | 1941                        | Dzielnica VIII Dębniki                                                                                          |
| Kostrze                      | 1941                        | Dzielnica VIII Dębniki                                                                                          |
| Przegorzały                  | 1941                        | Dzielnica VII Zwierzyniec                                                                                       |
| Bielany                      | 1941                        | Dzielnica VII Zwierzyniec                                                                                       |
| Wola Justowska               | 1941                        | Dzielnica VII Zwierzyniec, Dzielnica VI Bronowice (fragment)                                                    |
| Chełm                        | 1941                        | Dzielnica VII Zwierzyniec, Dzielnica VI Bronowice (fragment)                                                    |
| Bronowice Małe               | 1941                        | Dzielnica VI Bronowice, Dzielnica IV Prądnik Biały (fragment)                                                   |
| Bronowice Wielkie            | 1941                        | Dzielnica IV Prądnik Biały                                                                                      |
| Tonie                        | 1941                        | Dzielnica IV Prądnik Biały                                                                                      |
| Prądnik Biały                | 1941                        | Dzielnica IV Prądnik Biały, Dzielnica III Prądnik Czerwony (fragment)                                           |
| Witkowice                    | 1941                        | Dzielnica IV Prądnik Biały                                                                                      |
| Górka Narodowa               | 1941                        | Dzielnica IV Prądnik Biały                                                                                      |
| Prądnik Czerwony             | 1941                        | Dzielnica III Prądnik Czerwony, Dzielnica IV Prądnik Biały, Dzielnica XV Mistrzejowice                          |
| Olsza                        | 1941                        | Dzielnica II Grzegórzki, Dzielnica III Prądnik Czerwony                                                         |
| Rakowice                     | 1941                        | Dzielnica III Prądnik Czerwony, Dzielnica XIV Czyżyny                                                           |
| Czyżyny                      | 1941                        | Dzielnica XIV Czyżyny, Dzielnica XVIII Nowa Huta (fragment)                                                     |
| Łęg                          | 1941                        | Dzielnica XIV Czyżyny                                                                                           |
| Rybitwy                      | 1941                        | Dzielnica XIII Podgórze                                                                                         |
| Rżąka                        | 1941                        | Dzielnica XII Bieżanów-Prokocim, Dzielnica XI Podgórze Duchackie (fragment)                                     |
| Prokocim                     | 1941                        | Dzielnica XII Bieżanów-Prokocim, Dzielnica XIII Podgórze, Dzielnica XI Podgórze Duchackie (fragment)            |
| Wola Duchacka                | 1941                        | Dzielnica XI Podgórze Duchackie, Dzielnica XIII Podgórze, Dzielnica XII Bieżanów-Prokocim (fragment)            |
| Piaski Wielkie               | 1941                        | Dzielnica XI Podgórze Duchackie, Dzielnica X Swoszowice (fragment)                                              |
| Kurdwanów                    | 1941                        | Dzielnica XI Podgórze Duchackie, Dzielnica X Swoszowice, IX Łagiewniki-Borek Fałęcki (fragment)                 |
| Bieżanów                     | 1941 i 1973                 | Dzielnica XII Bieżanów-Prokocim, XIII Podgórze                                                                  |
| Mogiła                       | 1951                        | Dzielnica XVIII Nowa Huta, XIV Czyżyny (fragment)                                                               |
| Bieńczyce                    | 1951                        | Dzielnica XVI Bieńczyce, Dzielnica XVIII Nowa Huta, Dzielnica XIV Czyżyny (fragment)                            |
| Mistrzejowice                | 1951                        | Dzielnica XV Mistrzejowice, Dzielnica XVI Bieńczyce (fragment), Dzielnica XVII Wzgórza Krzesławickie (fragment) |
| Zesławice                    | 1951                        | Dzielnica XVII Wzgórza Krzesławickie                                                                            |
| Kantorowice                  | 1951                        | Dzielnica XVII Wzgórza Krzesławickie                                                                            |
| Krzesławice                  | 1951                        | Dzielnica XVI Bieńczyce, Dzielnica XVII Wzgórza Krzesławickie, Dzielnica XVIII Nowa Huta (fragment)             |
| Grębałów                     | 1951                        | Dzielnica XVII Wzgórza Krzesławickie                                                                            |
| Lubocza                      | 1951                        | Dzielnica XVII Wzgórza Krzesławickie                                                                            |
| Wadów                        | 1951                        | Dzielnica XVII Wzgórza Krzesławickie, Dzielnica XVIII Nowa Huta (fragment)                                      |
| Pleszów                      | 1951                        | Dzielnica XVIII Nowa Huta                                                                                       |
| Ruszcza                      | 1951                        | Dzielnica XVII Wzgórza Krzesławickie, Dzielnica XVIII Nowa Huta                                                 |
| Branice                      | 1951                        | Dzielnica XVIII Nowa Huta                                                                                       |

Wsie lub ich części włączone do miasta po 1973 r.:
| Nazwa wsi lub część wsi | Rok przyłączenia do Krakowa | Położenie w obecnej dzielnicy administracyjnej                              |
| ----------------------- | --------------------------- | --------------------------------------------------------------------------- |
| Kosocice z Baryczą      | 1973                        | Dzielnica X Swoszowice, XI Podgórze Duchackie (fragment)                    |
| Soboniowice             | 1973                        | Dzielnica X Swoszowice                                                      |
| Rajsko                  | 1973                        | Dzielnica X Swoszowice                                                      |
| Wróblowice              | 1973                        | Dzielnica X Swoszowice                                                      |
| Swoszowice              | 1973                        | Dzielnica X Swoszowice, XI Podgórze Duchackie (fragment)                    |
| Opatkowice              | 1973                        | Dzielnica X Swoszowice                                                      |
| Sidzina                 | 1973                        | Dzielnica VIII Dębniki                                                      |
| Tyniec z Podgórkami     | 1973                        | Dzielnica VIII Dębniki                                                      |
| Olszanica               | 1973                        | Dzielnica VII Zwierzyniec                                                   |
| Mydlniki                | 1973                        | Dzielnica VI Bronowice, Dzielnica VII Zwierzyniec (fragment)                |
| Łuczanowice             | 1973                        | Dzielnica XVII Wzgórza Krzesławickie                                        |
| Kościelniki             | 1973                        | Dzielnica XVIII Nowa Huta                                                   |
| Wolica z Rogowem        | 1973                        | Dzielnica XVIII Nowa Huta                                                   |
| Przylasek Wyciąski      | 1973                        | Dzielnica XVIII Nowa Huta                                                   |
| Wyciąże                 | 1973                        | Dzielnica XVIII Nowa Huta                                                   |
| Przylasek Rusiecki      | 1973                        | Dzielnica XVIII Nowa Huta                                                   |
| Przewóz                 | 1973                        | Dzielnica XIII Podgórze, Dzielnica XVIII Nowa Huta (fragment)               |
| Zbydniowice             | 1973 (część) i 1986         | Dzielnica X Swoszowice                                                      |
| Batowice (część)        | 1973                        | Dzielnica XV Mistrzejowice, Dzielnica XVII Wzgórza Krzesławickie (fragment) |
| Libertów (część)        | 1973                        | Dzielnica X Swoszowice                                                      |
| Lusina (część)          | 1973                        | Dzielnica X Swoszowice                                                      |
| Węgrzynowice            | 1986                        | Dzielnica XVIII Nowa Huta                                                   |
| Wróżenice               | 1986                        | Dzielnica XVIII Nowa Huta, XVII Wzgórza Krzesławickie (fragment)            |
| Dziekanowice (część)    | 1986                        | Dzielnica XV Mistrzejowice                                                  |

### Osiedla i zwyczajowe jednostki urbanistyczne
Poniższe zestawienie przedstawia nieformalny, tradycyjny podział krakowskich dzielnic na mniejsze jednostki urbanistyczne i osiedla:
| Dzielnica I Stare Miasto | Dzielnica II Grzegórzki | Dzielnica III Prądnik Czerwony |
| --- | --- | --- |
| - Kazimierz - Kleparz - Nowe Miasto - Nowy Świat - Piasek - Stare Miasto - Stradom - Warszawskie - Wawel | - Dąbie - Grzegórzki - Kazimierz - Olsza - Osiedle Oficerskie - Wesoła | - Olsza - Olsza II - Prądnik Czerwony - Rakowice - Śliczna - Ugorek - Wieczysta |
| Dzielnica IV Prądnik Biały | Dzielnica V Krowodrza | Dzielnica VI Bronowice |
| - Azory - Bronowice Wielkie - Górka Narodowa - Górka Narodowa Wschód - Górka Narodowa Zachód - Osiedle Gotyk - Osiedle Krowodrza Górka - Osiedle Witkowice Nowe - Prądnik Biały - Tonie - Witkowice - Żabiniec                                                    | - Cichy Kącik - Czarna Wieś - Krowodrza - Łobzów - Miasteczko Studenckie AGH - Nowa Wieś | - Bronowice Małe - Bronowice Małe Wschód - Mydlniki - Bronowice Nowe - Osiedle Widok Zarzecze |
| Dzielnica VII Zwierzyniec | Dzielnica VIII Dębniki | Dzielnica IX Łagiewniki-Borek Fałęcki |
| dawne wsie: - Bielany - Chełm - Olszanica - Półwsie Zwierzynieckie - Przegorzały - Wola Justowska - Zwierzyniec - Salwator - Zakamycze | dawne wsie: - Bodzów - Dębniki - Kobierzyn - Koło Tynieckie - Kostrze - Ludwinów - Podgórki Tynieckie - Pychowice - Sidzina - Skotniki - Tyniec - Zakrzówek osiedla: - Kapelanka - Mochnaniec - Osiedle Europejskie - Osiedle Interbud - Osiedle Panorama - Osiedle Podwawelskie - Osiedle Proins - Osiedle Ruczaj-Zaborze - Ruczaj | - Borek Fałęcki - Łagiewniki - Osiedle Cegielniana - Osiedle Zaułek Jugowicki |
| Dzielnica X Swoszowice | Dzielnica XI Podgórze Duchackie | Dzielnica XII Bieżanów-Prokocim |
| Jednostka pomocnicza niższego rzędu: Osiedle Uzdrowisko Swoszowice - Bania - Barycz - Jugowice - Kliny Borkowskie - Kliny Zacisze - Kosocice - Lusina - Łysa Góra - Opatkowice - Rajsko - Siarczana Góra - Soboniowice - Wróblowice - Zbydniowice                 | - Kurdwanów - Kurdwanów Nowy - Osiedle Piaski Nowe - Osiedle Podlesie - Piaski Wielkie - Wola Duchacka - Wola Duchacka Wschód - Wola Duchacka Zachód | - Bieżanów - Bieżanów Kolonia - Kaim - Łazy - Osiedle Nowy Bieżanów - Osiedle Kolejowe - Osiedle Medyków - Osiedle Na Kozłówce - Osiedle Nad Potokiem - Osiedle Nowy Prokocim - Osiedle Złocień - Prokocim - Rżąka |
| Dzielnica XIII Podgórze | Dzielnica XIV Czyżyny | Dzielnica XV Mistrzejowice |
| - Łutnia - Mateczny - Płaszów - Podgórze - Przewóz - Rybitwy - Zabłocie | - Czyżyny - Łęg - Osiedle 2 Pułku Lotniczego - Osiedle Akademickie - Osiedle Dywizjonu 303 | - Batowice - Dziekanowice - Mistrzejowice - Osiedle Bohaterów Września - Osiedle Kombatantów - Osiedle Mistrzejowice Nowe - Osiedle Oświecenia - Osiedle Piastów - Osiedle Srebrnych Orłów - Osiedle Tysiąclecia - Osiedle Złotego Wieku |
| Dzielnica XVI Bieńczyce | Dzielnica XVII Wzgórza Krzesławickie | Dzielnica XVIII Nowa Huta |
| - Bieńczyce - Osiedle Albertyńskie - Osiedle Jagiellońskie - Osiedle Kalinowe - Osiedle Kazimierzowskie - Osiedle Kościuszkowskie - Osiedle Na Lotnisku - Osiedle Niepodległości - Osiedle Przy Arce - Osiedle Strusia - Osiedle Wysokie - Osiedle Złotej Jesieni | - Dłubnia (Kraków) - Grębałów - Kantorowice - Krzesławice - Lubocza - Łuczanowice - Osiedle Na Stoku - Osiedle Na Wzgórzach - Wadów - Węgrzynowice - Zesławice | - Błonie - Branice - Chałupki - Chałupki Górne - Cło - Górka Kościelnicka - Holendry - Kopaniny - Kościelniki - Kujawy - Mogiła - Nowa Huta - Nowa Wieś - Osiedle Centrum A - Osiedle Centrum B - Osiedle Centrum C - Osiedle Centrum D - Osiedle Centrum E - Osiedle Górali - Osiedle Handlowe - Osiedle Hutnicze - Osiedle Kolorowe - Osiedle Krakowiaków - Osiedle Lesisko - Osiedle Młodości - Osiedle Na Skarpie - Osiedle Ogrodowe - Osiedle Słoneczne - Osiedle Sportowe - Osiedle Spółdzielcze - Osiedle Stalowe - Osiedle Szklane Domy - Osiedle Szkolne - Osiedle Teatralne - Osiedle Urocze - Osiedle Wandy - Osiedle Willowe - Osiedle Zgody - Osiedle Zielone - Piekiełko - Pleszów - Przylasek Rusiecki - Przylasek Wyciąski - Ruszcza - Stryjów - Wola Rusiecka - Wolica - Wróżenice - Wyciąże |

## Etymologia
W Krakowie nazwy dzielnic pochodzą zazwyczaj od nazw miast, wsi, jurydyk, folwarków, osad itp. tworzących kiedyś oddzielne jednostki osadnicze, a na przestrzeni wieków włączanych w granice administracyjne miasta w większości wypadków jako jego dzielnice.
Przykładami są dawne wsie: Dębniki, Krowodrza, Bieńczyce, Czyżyny, Mistrzejowice, Krzesławice, Mogiła, Bieżanów, Płaszów, Prokocim, Wola Justowska, Zabłocie, Zwierzyniec, Bronowice Małe, Bronowice Wielkie, Swoszowice, Kurdwanów lub miasta: Kazimierz, Kleparz, Podgórze, Nowa Huta.